# دایچی سوزوکی
دایچی سوزوکی (به انگلیسی: Daichi Suzuki) (زادهٔ ۱۰ مارس ۱۹۶۷) شناگر اهل ژاپن است.